# A Darker Domain
A Darker Domain é um romance de suspense psicológico de 2008 da escritora policial escocesa Val McDermid. Os críticos frequentemente notaram o estilo acelerado do romance, que alterna entre duas linhas de enredo: um crime contemporâneo de 2007 e a investigação de um caso arquivado de 1984. O romance se passa durante a greve dos mineiros do Reino Unido de 1984-1985 em Fife. Seus relatos sobre a greve são particularmente incisivos, explorando os efeitos das greves nas emoções das pessoas envolvidas e de sua comunidade. McDermid foi criada em Fife, e um crítico credita sua análise precisa dos ataques às suas experiências anteriores na vida. As críticas ao livro foram, em geral, boas, com muitos deles comparando-o aos romances anteriores. O The New York Times nomeou o livro como um dos "Notable Crime Books de 2009".

## Sinopse
Durante a infame greve dos mineiros do Reino Unido de 1984-1985, uma jovem herdeira rica e seu filho pequeno são sequestrados em Fife, antes que um pagamento malfeito a deixe morta e a criança desaparecida. Vinte e dois anos depois, a inspetora Karen Pirie, especialista em casos arquivados, entrevista um jornalista que pode ter encontrado uma pista para o enigma durante suas férias na Toscana. No entanto, ela logo se preocupa com outro caso de pessoa desaparecida ocorrido na mesma época. Colegas mineiros e até mesmo sua própria esposa acreditavam que Mick Prentice notoriamente rompeu com as fileiras e saiu para se juntar a um grupo de "fura-greves" no sul de Nottingham, mas evidências recentes sugerem que seu desaparecimento pode não ter sido tão simples assim. Além disso, a filha adulta de Mick, Misha, precisa desesperadamente encontrar seu pai afastado por motivos críticos. A inspetora Pirie logo se vê tropeçando em um domínio sombrio de violência, ganância, segredos e traição.
O romance alterna entre o tempo dos principais eventos de ambos os casos, durante a greve dos mineiros, e os dias atuais. Os flashbacks fornecem um pano de fundo disperso e não sequencial para os fatos na ordem em que Pirie e outros atuais os descobrem ou os relatam. Essa estrutura permite que o autor apresente enredos complexos e revele fatos de uma maneira que mantenha o suspense. No entanto, como o enredo é complicado e McDermid não ofereceu aos leitores gráficos para ajudá-los a se orientar na paisagem local, os leitores podem dar uma olhada nos mapas da área de Fife e do interior da Toscana, onde os locais do enredo são indicados.

## Temas
A greve dos mineiros do Reino Unido e a desintegração da comunidade que se seguiu devido ao sofrimento que os mineiros e suas famílias tiveram de suportar são centrais na trama. Particularmente evidentes são as representações de vizinhos que se voltam uns contra os outros e de famílias que têm de esperar em longas filas por comida devido à pobreza causada pela greve de um ano. Em vez de apenas examinar os efeitos sobre as comunidades, no entanto, McDermid também explora as emoções dos personagens durante os dois períodos examinados. Um crítico apontou a infância de McDermid em Fife como a razão pela qual ela era tão boa em retratar os efeitos da greve.

## Estilo
Assim como outros romances de mistério de McDermid, A Darker Domain tem um ritmo rápido. Os flashbacks entre o momento dos desaparecimentos em 1984 e 1985 e a investigação atual do inspetor Pirie ajudam a manter o romance em movimento. Um crítico sentiu que os flashbacks rápidos às vezes tornavam o enredo confuso, dizendo que é um enredo complicado e às vezes intrincado. O New York Times observou que os enredos paralelos do autor criaram muito "peso" para que a história se sustentasse por si só.
A escolha de palavras de McDermid permite que ela crie tensão ao longo da narrativa, nunca tornando a coincidência inacreditável ao impulsionar o enredo. McDermid usa “humor negro” ao longo do livro para manter os leitores entretidos, apesar das cenas horríveis que ela frequentemente descreve. O New York Times chama seu estilo de "uma eloquência rude".

## Recepção crítica
Anne Marie Scanlonm do jornal irlandês The Independentm chamou o romance de "um retorno notável à forma para Val McDermid, que supera em muito as expectativas", observando que os sucessos anteriores de McDermid mantiveram altas as expectativas para seu trabalho futuro para seus seguidores. Da mesma forma, o jornal britânico The Times chamou A Darker Domain de "[um] romance envolvente, um dos seus melhores". Brandon Robshaw, do jornal britânico The Independent, chamou o livro de "inteligentemente contado" e "suavemente legível", acrescentando que a única desvantagem era que McDermid "gosta um pouco demais de sua heroína... [atarracada] e sem glamour por fora, mas sexy e com uma mente afiada". Fordyce Maxwell, do Scotsman, proclamou o livro uma ótima leitura, apesar de seu final, que amarra todas as pontas soltas de forma muito organizada.
Kim Sweetman, do The Courier-Mail, estava menos entusiasmado, observando que "comparado com alguns dos outros trabalhos deste escritor mestre, pode ser um pouco lento e complicado", embora ainda fosse um bom romance policial. Marilyn Stasio do The New York Times teve um problema semelhante com A Darker Domain, observando que embora McDermid seja talentoso, as múltiplas linhas do enredo eram simplesmente demais.

## Adaptação para TV
Em fevereiro de 2023, a ITV anunciou que uma segunda temporada da adaptação de Karen Pirie havia sido encomendada e seria baseada em A Darker Domain.